# アルギニンデカルボキシラーゼ
アルギニンデカルボキシラーゼ(Arginine decarboxylase、EC 4.1.1.19)は、以下の化学反応を触媒する酵素である。
L-アルギニン{\displaystyle \rightleftharpoons }アグマチン + 二酸化炭素
従って、この酵素の1つの基質はL-アルギニン、2つの生成物はアグマチンと二酸化炭素である。
この酵素は、リアーゼ、特にカルボキシリアーゼに分類される。系統名は、L-アルギニン カルボキシリアーゼ(アグマチン生成)である。その他よく用いられる名前に、SpeA、L-arginine carboxy-lyase等がある。
この酵素は、尿素回路及びグルタミン酸代謝に関与する。また、補因子としてピリドキサールリン酸を必要とする。

## 構造
2007年末時点で、この酵素の5つの構造が解明されている。蛋白質構造データバンクのコードは、1MT1、1N13、1N2M、2NV9、2NVAである。